# Pocantico Hills
Pocantico Hills is een gehucht (hamlet) gelegen in de stad Mount Pleasant (New York) in de Verenigde Staten. Het gebied werd oorspronkelijk bewoond door indianen. Het is gelegen aan de Pocantico rivier.
Het verblijf van de familie Rockefeller, Kykuit, is gelegen in Pocantico Hills. Er wonen amper 85 mensen in het bosrijke gebied.

## Overleden in Pocantico Hills
- Laura Spelman Rockefeller (1839 - 1915)
- David Rockefeller (1915 - 2017)